# 902
El 902 (CMII) és un any comú iniciat en divendres segons el calendari gregorià, el qual pren el naixement de Jesús com a referència per a les dates.

## Esdeveniments
- S'inicia la conquesta islàmica de Mallorca.[1] Issam al-Khawlaní dirigeix l'expedició. Les Balears són incorporades a l'emirat de Córdova.
- 1 d'agost - Cau Taormina, el darrer bastió romà d'Orient a Sicília
- La població mundial assoleix els 240 milions (aproximadament)
- Fundació de Bamberg
- Abu-Ishaq Ibrahim ibn Àhmad abdica en favor del seu fill com a emir d'Ifríqiya.
- Ivar II de Dublín és expulsat pels irlandesos, que tornen a regnar a la zona[2]
- Fi de la dinastia de Nan Chao
- Adalbert I d'Ivrea ascendeix com a marquès d'Ivrea
- Batalla del Holme, dins de l'expansió dels anglosaxons

## Naixements
- Edwige de Wessex, segona dona de Carles III de França[3]
- Adikavi Pampa, poeta indi

## Necrològiques
- Al-Mútadid, califa de Bagdad